# Thysanostigma
Thysanostigma es un género de plantas fanerógamas perteneciente a la familia Acanthaceae. El género tiene dos especies de plantas herbáceas.

## Taxonomía
El género fue descrito por J.B.Imlay y publicado en Bulletin of Miscellaneous Information Kew 1939: 137. 1939. La especie tipo es: Thysanostigma siamense J.B.Imlay

## Especies
- Thysanostigma odontites (Ridl.) B.Hansen
- Thysanostigma siamense J.B.Imlay